# ییندژیخ رزک
ییندژیخ رزک (چکی: Jindřich Rezek; ۳۱ ژانویهٔ ۱۸۸۴ – ۱۴ اوت ۱۹۴۰) بازیکن فوتبال اهل بوهم بود.
از باشگاه‌هایی که در آن بازی کرده‌است می‌توان به باشگاه فوتبال اسپارتا پراگ اشاره کرد.
وی همچنین در تیم ملی فوتبال بوهم (جمهوری چک امروزی) بازی کرده‌است.